# Герман I (патриарх Константинопольский)
Патриа́рх Ге́рман I (греч. Πατριάρχης Γερμανός Α΄; VII век — 740) — патриарх Константинопольский (715—730), противник иконоборчества. Почитается как святитель, память совершается в Православной церкви 12 (25) мая, в Католической церкви 12 мая.

## Жизнеописание
Родился в Константинополе в VII веке. Его отец был казнён по приказу императора Константина IV, а Герман был оскоплён и отдан в клирики, изучал Священное Писание, был поставлен епископом Кизика, а в 715 году избран Константинопольским патриархом.
После начала иконоборческих гонений Герман начал обличать императора Льва III в ереси. Лев приглашал его на заседание Тайного совета (Silentium), но патриарх на вопрос об иконопочитании отвечал, что не согласен вводить что-нибудь новое в делах веры без вселенского собора. 17 января 729 года император пригласил патриарха на заседание верховного совета и вновь поднял вопрос об иконопочитании. Герман возражал против политики иконоборчества, но, не находя поддержки среди императорского окружения, сложил с себя патриаршую власть:

…Леон собрал совет против святых и досточтимых икон в трибунале 19 советников, на который призвал и святейшего патриарха Германа, надеясь убедить его подписаться против святых икон. Но мужественный слуга Христов не только не поддался ненавистному злонамерению его, но, утверждая слово истины, отказался от епископства, сложил с себя омофор и произнес поучительные слова: «если я Иона, то бросьте меня в море. Без вселенского собора не могу изменить веры, государь».

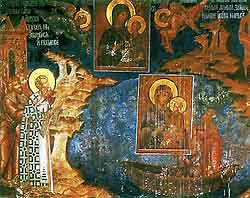
Патриарх Герман опускает в море Лиддскую икону Богородицы, чтобы спасти её от иконоборцев

Перед этим Герман писал римскому папе о своём сопротивлении императору и отправил в Рим ряд константинопольских святынь, которые в настоящее время хранятся в личной папской капелле Сан-Лоренцо рядом с базиликой Сан-Джованни ин Латерано. Герман удалился в монастырь, где скончался в 740 году. Был погребён в монастыре Хора. Позднее его мощи были перенесены во Францию.
Вместо Германа константинопольским патриархом стал иконоборец Анастасий, который подписал эдикт против почитания икон. Этот эдикт стал первым иконоборческим документом, изданным не только от имени императора, но и от церкви.

## Сочинения
- «Созерцание предметов церковных или Толкование на литургию»;
- Объяснение трудных мест Священного Писания;
- «О праведном воздаянии после смерти»;
- сочинения о ересях, начиная с апостольских времен;
- о церковных соборах, проходивших в царствование императора Льва III;
- три послания о почитании икон (зачитывались на Седьмом Вселенском соборе);
- гимны в похвалу святым, слова на праздники Введения во храм, Благовещения и Успения Пресвятой Богородицы и на обновление храма в честь Положения Честного Пояса Пресвятой Богородицы.

Сочинения святителя Германа включены в 98-й том Patrologia Graeca.